# Тихомировский
Тихомировский — посёлок в Чулымском районе Новосибирской области России. Входит в состав Кабинетного сельсовета.

## Топоним
Назван по имени ближайшего остановочного пункта Тихомирово, а тот, в свою очередь — в честь инженера-путейца Н. М. Тихомирова.

## География
Площадь посёлка — 45 гектаров.

## Население
| 2002 | 2007 | 2010 |
| ---- | ---- | ---- |
| 91   | ↘81  | ↗93  |

## Инфраструктура
В посёлке по данным на 2007 год отсутствует социальная инфраструктура.